# Bantam Books
Bantam Books este o editură americană deținută în întregime de către Random House, o editură germană subsidiară corporației Bertelsmann.

## Autori publicați
Bantam a publicat o gamă diversă de autori, inclusiv:
- Maya Angelou
- Isaac Asimov
- Jean Auel
- Louis L'Amour
- Ray Bradbury
- Ernest Callenbach
- Alan Campbell
- Philip K. Dick
- S. S. Van Dine
- James Dobson
- Stephen R. Donaldson
- Frederick Forsyth
- Lisa Gardner
- David Gemmell
- Elizabeth George
- William Gibson
- John Glenn
- Daniel Goleman
- Graham Greene
- John Grisham
- Laurell K. Hamilton
- Thomas Harris
- Stephen Hawking
- Mo Hayder
- Hermann Hesse
- Tracy Hickman
- Tami Hoag
- Robin Hobb
- Kay Hooper
- Iris Johansen
- Shmuel Katz
- Dean Koontz
- Emilie Loring
- Lois Lowry
- Robert Ludlum
- Duncan Lunan
- William March
- George R. R. Martin
- Malachi Martin
- Anne McCaffrey
- Andy McDermott
- Terence McKenna
- Farley Mowat
- Joseph Murphy
- Michael Palmer
- Robert M. Pirsig
- Daniel Quinn
- Tom Robbins
- Jane Roberts
- Alan Rodgers
- Alice Schroeder
- H. Norman Schwarzkopf
- Jerry Seinfeld
- Adam Smith
- John Steinbeck
- Neal Stephenson
- Bruce Sterling
- Rex Stout
- William Tenn
- Margaret Weis
- Elie Wiesel
- Victor Villasenor

## Cărți publicate inițial de Bantam
- Spock Must Die!, James Blish
- Ishmael, Daniel Quinn
- The Gap Cycle, Stephen R. Donaldson
- Seria The Saddle Club
- Seria Time Machine
- Blackmark
- Skinny Legs and All
- Jitterbug Perfume
- Still Life with Woodpecker
- The Further Adventures of The Joker
- Who Is Guru Maharaj Ji?
- Interstellar Pig
- Talking Straight
- Scurtă istorie a timpului de Stephen Hawking
- Flags of Our Fathers